# Гульчак Борис Миколайович
Борис Миколайович Гульчак (нар. 17 вересня 1909, місто Вінниця Подільської губернії, тепер Вінницької області — 14 червня 1982) — український компартійний діяч, 2-й секретар Кримського сільського обкому КПУ.

## Біографія
Народився в родині залізничника.
У 1925—1926 роках — ремонтний робітник служби колії на станції Виска Одеської залізниці.
У 1926—1929 роках — студент Зінов'ївського індустріального технікуму.
У 1929—1930 роках — робітник Зінов'ївського заводу сільськогосподарського машинобудування «Червона зірка».
У 1930—1931 роках — старший механік Високопільської машинно-тракторної станції (МТС). У 1931—1938 роках — старший механік машинно-тракторної станції (МТС) Грушківського району Одеської області.
Член ВКП(б) з 1937 року.
У 1938—1939 роках — директор машинно-тракторної станції (МТС) Грушківського району Одеської області.
У 1939—1940 роках — завідувач Грушківського районного земельного відділу Одеської області.
У 1940—1941 роках — завідувач Кіцманського районного земельного відділу Чернівецької області.
На початку німецько-радянської війни евакуйований у східні райони СРСР. У 1941—1943 роках — завідувач машинно-тракторної майстерні Красновського м'ясорадгоспу Приуральського району Західно-Казахстанської області, старший механік Чапаєвської машинно-тракторної станції (МТС) Західно-Казахстанської області.
У 1943—1944 роках — у розпорядженні Чернівецького обласного комітету КП(б)У.
У 1944—1946 роках — голова виконавчого комітету Кіцманської районної ради депутатів трудящих Чернівецької області.
У листопаді 1946 — березні 1948 року — 1-й секретар Вижницького районного комітету КП(б)У Чернівецької області.
У березні 1948 — вересні 1950 року — 3-й секретар Чернівецького обласного комітету КП(б)У.
У 1949—1952 роках — слухач Київської Вищої партійної школи при ЦК КП(б)У. 
З червня по вересень 1952 року — секретар Житомирського обласного комітету КП(б)У.
У вересні 1952 — квітні 1954 року — інспектор ЦК КПУ.
10 березня 1954 — 9 січня 1963 року — секретар Кримського обласного комітету КПУ з питань сільського господарства.
9 січня 1963 — 4 грудня 1964 року — 2-й секретар Кримського сільського обласного комітету КПУ.
4 грудня 1964 — червень 1972 року — секретар Кримського обласного комітету КПУ з питань сільського господарства.
У 1972—1980 роках — директор курсів підвищення кваліфікації керівних партійних і радянських працівників при Кримському обласному комітеті КПУ.
З 1980 року — на пенсії.
Помер 14 червня 1982 року.

## Нагороди
- орден Леніна (26.02.1958)
- орден Жовтневої Революції (1971)
- орден Трудового Червоного Прапора (23.01.1948)
- медалі
- Почесна грамота Президії Верховної Ради Української РСР (16.09.1969)